# شهرستان کلاله

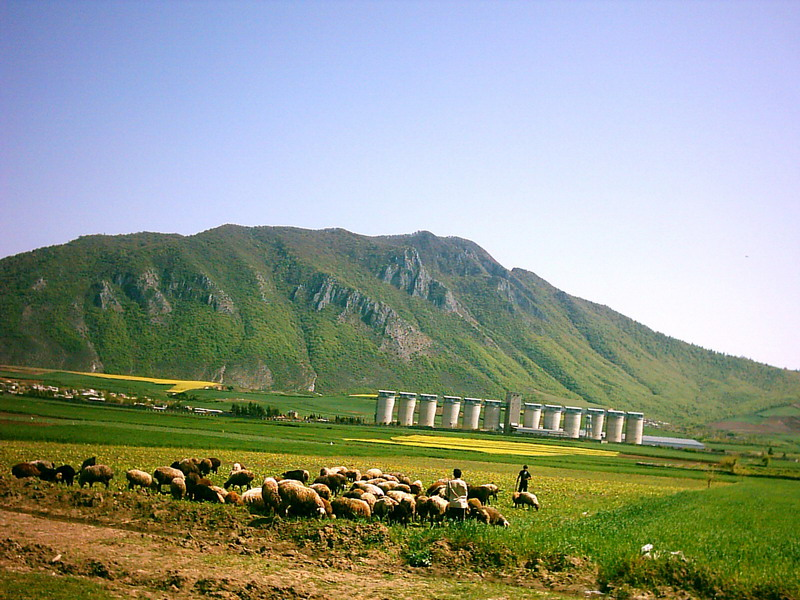
سیلوی شصت هزار تنی نگهداری گندم در حوالی روستای عرب بوران، پنج کیلومتری شمال شهر کلاله

شهرستان کلاله یکی از شهرستانهای استان گلستان در شمال ایران است. شهر کلاله مرکز این شهرستان است.وبه عنوان سومین شهر بزرگ استان شناخته می شود. جمعیت شهرستان کلاله در سال ۱۳۹۵، برابر با ۱۱۷٬۳۱۹ نفر بوده‌است. شهرستان کلاله با چهار هزار و ۹۶۲کیلومتر مربع وسعت در شرق استان گلستان قرار دارد، در این شهرستان علاوه بر عشایر کوچنده کُرد شمال خراسان، حدود ۱۷۰هزار نفر سکونت دارند که ترکیب جمعیتی آن را ترکمن، ترک، خراسانی و بخش کمی از اقوام مازندران تشکیل می‌دهند که بخش عمده جمعیت شهرستان کلاله را مردمان ترکمن تشکیل داده اند . اهل سنت حدود ۶۰% و شیعیان ۴۰% جمعیت کلاله را شکل میدهند.

## تقسیمات کشوری
تقسیمات این شهر در سال ۱۳۸۶ تغییرات جدیدی کرده‌است.
شهر: کلاله
- بخش مرکزی شهرستان کلاله
  - دهستان عرب‌داغ و زاوکوه (مرکز: عزیزآباد)
  - دهستان آق‌سو (مرکز: اَجَن سَنگرلی)
  - دهستان تَمِران (مرکز: تَمِر قره‌قوزی سفلی)

در سال ۱۳۸۶ بخش مراوه‌تپه در شمال شهرستان کلاله به شهرستان ارتقاء یافت و از آن جدا شد. دهستان پیش‌کمر نیز در آن سال به بخش ارتقاء یافت.

## صنایع دستی
صنایع دستی کلاکه بیشتر شامل زیورآلات و لباس‌های محلی است. 
- قالیبافی( فرش ترکمن)
- زیورآلات ترکمنی
- لباس‌های سنتی
- حصیربافی
- دوغ شتر
- عسل کوهی
- شیرینی زنجبیلی
- گیاهان دارویی
- پنبه کاری

## گردشگری
مراکز گردشگری و آثار باستانی این شهرستان عبارتند از:
1. زیارتگاه خالد نبی
2. چشمه زاو
3. چشمه آق سو
4. مدرسه و مسجد کریم ایشان
5. نیل کوه
6. باشگاه سوارکاری اسب حسام و‌رهام اقای نفس پور در صوفیان
7. چشمه خدرولیا
8. مراکز خرید (پاساژ به نیا خیابان فراغی- پاساژ طاها روبرو ‌اتش نشانی پوشاک فرهاد )
9. پارک گل کلاله
10. کوه بیلی
11. دیوار تاریخی گرگان
12. پرورش اسب اصیل ترکمن، صوفیان. باشگاه یاسین و یاسر و باشگاه سعدی ، تپه نور الشهدا.بازار هفتگی یکشنبه ها. بازار روزانه خیابان فراغی-پارک امام حسین